# Tammese
Tammese (Duits: Tammiste) is een plaats in de Estlandse gemeente Saaremaa, provincie Saaremaa. De plaats heeft de status van dorp (Estisch: küla) en had 4 inwoners in 2019. In 2020 was het aantal inwoners onder de 4 gezakt, in 2021 waren het er weer 4.
Tot in oktober 2017 behoorde Tammese tot de gemeente Kihelkonna. In die maand werd Kihelkonna bij de fusiegemeente Saaremaa gevoegd.
Tammese ligt op het schiereiland Tagamõisa in het noordwesten van het eiland Saaremaa.

## Geschiedenis
Tammese werd voor het eerst genoemd in 1453 onder de naam Tappemeck. De nederzetting heeft bij de landgoederen van Pajumõisa, Tagamõisa en Lümanda gehoord en heeft bekendgestaan onder verschillende namen: achtereenvolgens Tappemeggi, Tamsell, Tammeßkül, Tamist, Tammiste (de Duitse naam) en ten slotte Tammese.